# Beethovenstraße 21 (Mönchengladbach)

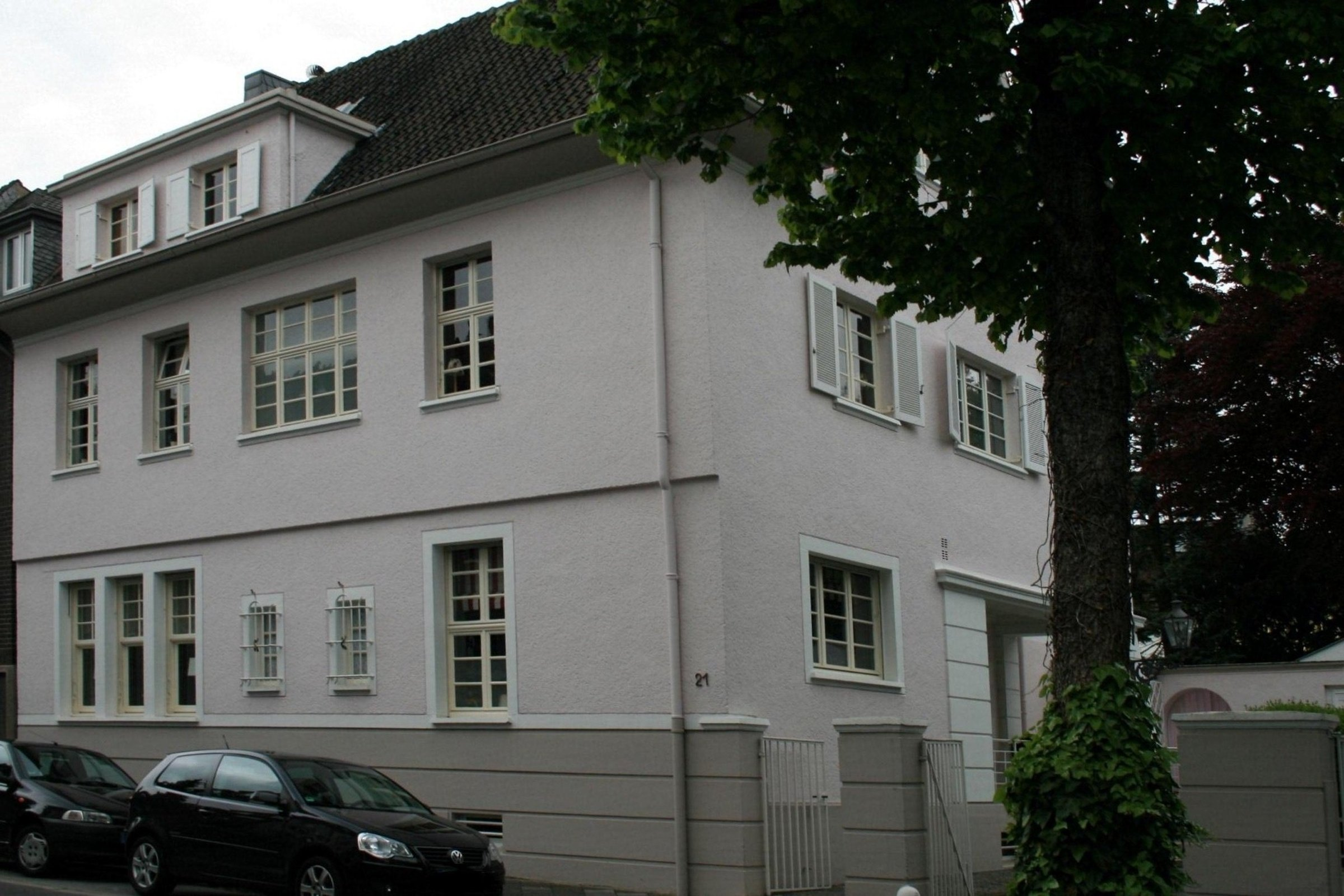
Wohnhaus (2010)

Das Wohnhaus Beethovenstraße 21 befindet sich im Stadtteil Am Wasserturm in Mönchengladbach (Nordrhein-Westfalen).
Das Haus wurde 1928 erbaut. Es ist unter Nr. B 155 am 7. Dezember 1994 in die Denkmalliste der Stadt Mönchengladbach eingetragen worden.

## Architektur
Das Objekt ist als formal gleich gestaltetes Pendant zum Nachbarhaus Nr. 23 in zweigeschossiger Bauweise errichtet. Dreiseitig freistehender Putzbau in einer durch seitliche und rückwärtige Gebäudevorsprünge unregelmäßigen Gliederung. Ein steil geneigtes Satteldach zur Straßenseite – differierend abgewalmt zur Seiten- und Gartenansicht – als Gebäudeabschluss. 
Jede der Gebäudefronten in unterschiedlicher Ausführung und Gliederung. Die Straßenfassade ist horizontal gegliedert mittels durchlaufender Fugenstruktur im hohen Sockelbereich, Stockwerk- und weit vorkragendem Traufgesims. Fensterausführungen in verschiedenartiger Größe und Gestalt. Im Erdgeschoss links drei gekoppelte Hochrechteckfenster, denen sich zwei sehr viel kleiner ausgebildete und ein weiteres Hochrechteck anschließen. Rahmende Putzfaschen als zeitgemäß schlichter Dekor aller Erdgeschossfenster. Unter Beibehaltung der Achseneinteilung belichten vier, schmucklos in die Fassadenfläche eingeschnittene Fensteröffnungen – drei identische Hochrechtecke und ein breiteres, viergeteiltes Rechteck – das Obergeschoss. 
In der Dachfläche eine breite Gaube mit zwei Fensteröffnungen. Asymmetrische Akzente zeigt die seitliche Eingangsfront. Mit der linksseitigen Giebelausbildung korrespondiert der rechts angeordnete Hauseingang in Form einer pfeilergestützten Loggia, die über eine einseitig abgerundete Treppe erschlossen wird. Innerhalb der Loggia, links neben der Haustür, ein zweigeteiltes Fenster als Belichtung der Diele. Die Loggia links flankierend ein liegendes Rechteckfenster, rechts – im zurückversetzten Gebäudeabschnitt – ein analog formuliertes, erkerartig vorspringendes Fenster mit einer Schieferverdachung. 
Im Obergeschoss drei regelmäßig angeordnete Fenster im Hoch- und Breitformat. Im Giebelfeld bzw. Dachgeschosses je eine Fensteröffnung. Die des Obergeschosses und des Dachgeschosses sind mit Schlagläden versehen. Die Gartenfront des Hauses ist durch Rück- und Vorsprünge aufgelockert. Gliederung des giebelständigen Gebäudeabschnittes mittels versetzt angeordneter Hochrechteckfenster (im Erdgeschoss links ein einzelnes, zwei im Obergeschoss und ein kleineres mittig im Giebelfeld). 
Den rechten Gebäudeabschnitt belichtet im Erdgeschoss ein breit dimensioniertes, dreigeteiltes Schiebefenster; im Obergeschoss als Zugang zum Balkon zwei Französische Fenster. Im Dachgeschoss darüber zwei kleinere Öffnungen. Die links an die Flucht der Gartenfront des Hauses anschließende Mauer mit rundbogigem Gartentor und übergiebeltem Garagenbau gehört wie die Pfeilerfassungen des Eingangs- und Garagenzufahrtstores an der Straßenflucht mit in die denkmalwerte Substanz.